# 보르수크-울람 정리
위상수학에서 보르수크-울람 정리(영어: Borsuk–Ulam theorem)는 초구에서 같은 차원의 유클리드 공간으로 가는 연속함수의 경우, 대척점에서의 함수의 값이 일치하는 경우가 항상 존재한다는 정리이다.

## 정의
보르수크-울람 정리에 따르면, 임의의 연속함수 {\displaystyle f\colon S^{n}\to \mathbb {R} ^{n}}에 대하여,
{\displaystyle f(x)=f(-x)}
인 점 {\displaystyle x\in S^{n}\subset \mathbb {R} ^{n+1}}이 존재한다. 여기서 {\displaystyle -x}는 {\displaystyle x}의 대척점이다.

## 역사
이 정리는 스타니스와프 울람이 추측했고, 카롤 보르수크가 1933년 증명했다.